# Арденбург
Арденбург (нід. Aardenburg) — місто в нідерландській провінції Зеландія. Входить до муніципалітету Сльойс.
Його площа становить 31,82 км², а населення станом на 2021 рік складало 2 520 осіб.
До початку 1995 року мало статус окремого муніципалітету.

## Галерея

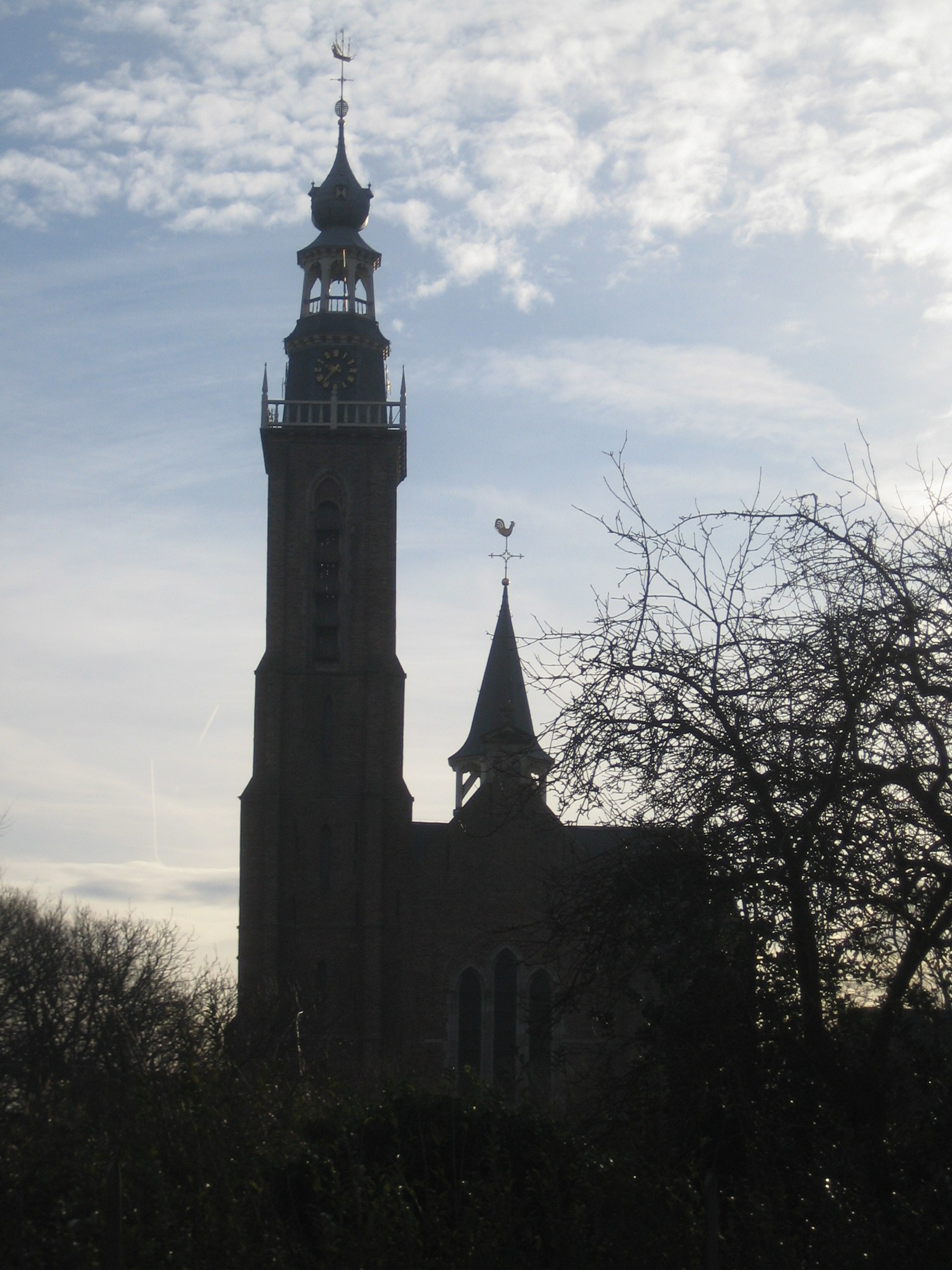
Церква св. Бавона
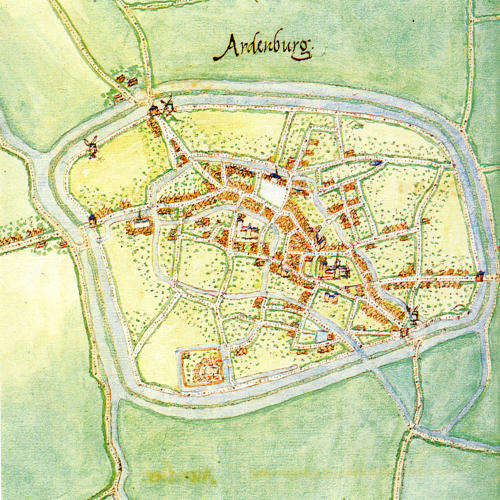
Мапа міста (1560)
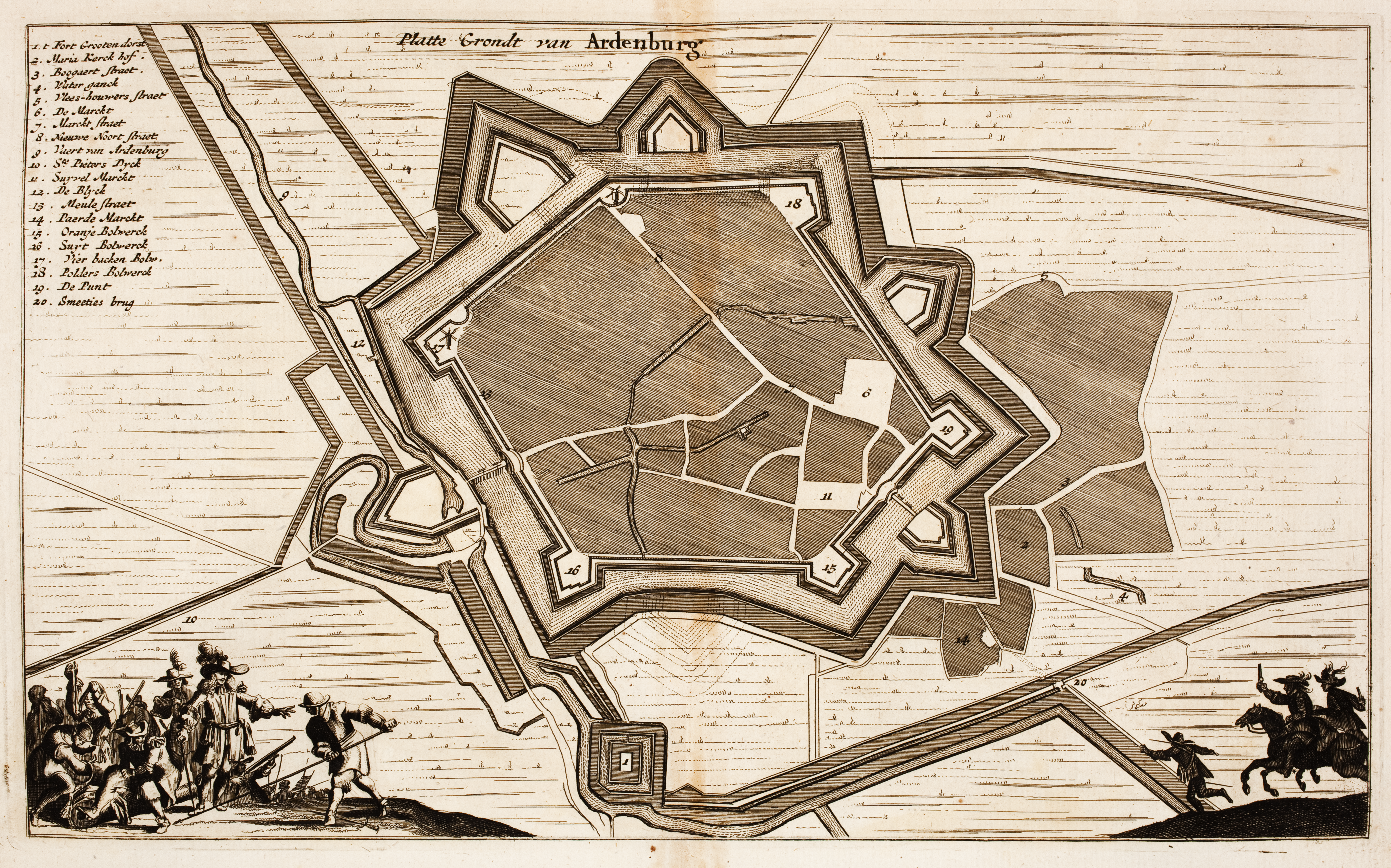
Мапа міських фортифікацій (1675)
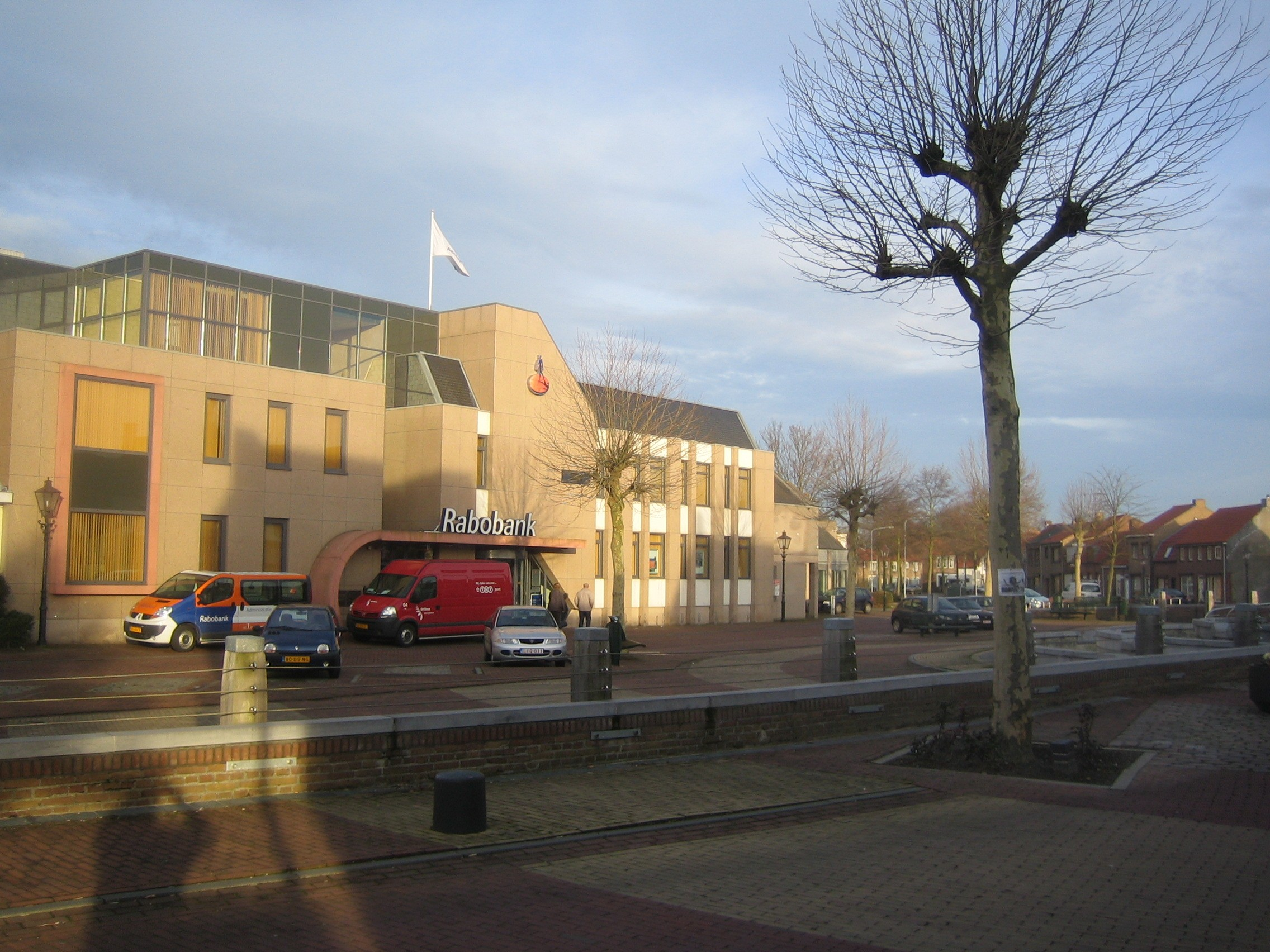
Офісна будівля у місті